# Вайгель, Елена
Хелена Вайгель (нем. Helene Weigel; 12 мая 1900, Вена, — 6 мая 1971, Берлин) — немецкая актриса и театральный администратор, вторая жена Бертольта Брехта.

## Биография
Хелена Вайгель родилась в зажиточной семье; её отец был управляющим в текстильной фирме, матери принадлежал магазин игрушек. Актёрскому мастерству Вайгель обучалась в Вене у актёра Р. Шильдкраута. В 1919 году была принята в труппу Драматического театра во Франкфурте-на-Майне, где играла, в частности, Марию в «Войцеке» Г. Бюхнера и Пиперкарку в «Крысах» Г. Гауптмана; исполнением главной женской роли в пьесе А. Броннена «Отцеубийство» потрясла самого автора, в то время ближайшего друга Бертольта Брехта.
В 1923 году Хелена Вайгель была принята в труппу берлинского Государственного театра под руководством Л. Йеснера, в 1925 году перешла в Немецкий театр, которым в те годы руководил Макс Рейнхардт. Одновременно выступала на других столичных сценах — «Фольксбюне» и экспериментальной «Юнге бюне».
В 1924 году в процессе работы над спектаклем «Барабаны в ночи» Вайгель познакомилась с автором пьесы — Брехтом. В ноябре того же года у них родился сын Стефан. В 1929 году, после развода Брехта с первой женой, оперной певицей Марианной Цофф, они поженились, и в 1930 году у них родилась дочь Барбара.
В Берлине Вайгель сыграла свои первые роли в пьесах Брехта — «Барабаны в ночи», «Высшая мера», «В джунглях городов», «Человек есть человек». С конца 20-х годов была актрисой Театра на Шифбауэрдам, где Брехт впервые пытался воплотить в жизнь принципы своего «эпического театра»; здесь Вайгель, в частности, сыграла Пелагею Власову в пьесе Брехта «Мать» (по мотивам романа А. М. Горького).
После прихода нацистов к власти в 1933 году Вайгель вместе Брехтом эмигрировала сначала в Данию, затем в Швецию, в Финляндию и наконец в США.
Успешная карьера актрисы без хорошего знания иностранных языков за рубежом была невозможна, Брехт создал специально для жены роль немой Катрин в своей пьесе «Мамаша Кураж и её дети». Однако эту антифашистскую пьесу немецкого драматурга европейские театры к постановке не принимали. В течение 15 лет Вайгель играла преимущественно «жён» и «матерей». В 1938 году на датской сцене она сыграла главную роль в пьесе Брехта «Винтовки Тересы Каррар» вместе с актёрами-любителями из немецких эмигрантов. В Соединённых Штатах Брехт написал сценарий для антифашистского фильма Фрица Ланга  «И палачи умирают»; в нём была предусмотрена и роль для Вайгель. Однако в последнюю минуту Ланг заменил её другой актрисой. Это положило конец всяким отношениям между Брехтом и Лангом, больше они никогда не виделись. В США Вайгель сыграла в 1944 году немую роль в голливудском фильме «Седьмой крест» по знаменитому роману Анны Зегерс.
После возвращения в Европу, в 1948 году, Вайгель сыграла в швейцарском Куре главную роль в брехтовской постановке «Антигоны» Софокла. В октябре того же года Брехт и Вайгель приехали в Берлин, в его восточный сектор, где получили наконец возможность создать свой театр — «Берлинер ансамбль», открывшийся в январе 1949 года спектаклем «Мамаша Кураж и её дети», заглавную роль в котором играла Вайгель. С момента основания и до своей смерти, в 1971 году, Вайгель официально, в качестве интенданта, возглавляла театр, уже в 50-х годах получивший мировое признание — начиная Всемирного театрального фестивале в Париже в 1954 году, где «Мамаша Кураж» была удостоена первой премии.
В 1950 году Хелена Вайгель стала одним из основателей Академии искусств ГДР. Став членом СЕПГ, она в 1954 году баллотировалась на выборах в Берлинский совет. Трижды актриса награждалась Национальной премией ГДР. В 1960 году Вайгель получила звание профессора искусств, в 1965 году была награждена золотым орденом «За заслуги перед Отечеством».
Похоронена в Берлине на Доротеенштадтском кладбище, рядом со своим мужем, скончавшимся в 1956 году.

## Творчество
Многие женские образы в пьесах Бертольта Брехта были созданы под влиянием Вайгель, актрисы с мощным внутренним темпераментом, при внешней сдержанности игры, особенно успешно выступавшей в острохарактерных ролях. Среди лучших ролей актрисы — Пелагея Власова, Тереса Каррар, Еврейская женщина в пьесе «Страх и отчаяние в Третьей империи», Нателла Абашвили в «Кавказском меловом круге» Брехта. Вершиной творчества Хелены Вайгель считается Анна Фирлинг — мамаша Кураж в знаменитой пьесе Брехта.

### До 1933 года
- 1928 — «Человек есть человек» Б. Брехта. Постановка Эриха Энгеля — вдова Бегбик («Фолькобюне», Берлин)
- 1930 — «Мероприятие» Б. Брехта. Постановка З. Дудова — Агитатор (Берлинская филармония)
- 1931 — «Человек есть человек» Б. Брехта. Постановка Бертольта Брехта — вдова Бегбик (Государственный театр, Берлин)
- 1932 — «Мать» Б. Брехта по мотивам романа А. М. Горького. Постановка Эмиля Бурри — Пелагея Власова (Театр на Шифбауэрдам)

### Берлинер ансамбль
- 1949 — «Мамаша Кураж и её дети» Б. Брехта. Постановка Э. Энгеля и Б. Брехта — Анна Фирлинг
- 1952 — «Мать» Б. Брехта по мотивам романа А. М. Горького — Пелагея Власова
- 1952 — «Винтовки Тересы Каррар» Б. Брехта. — Тереса Каррар
- 1954 — «Кавказский меловой круг» Б. Брехта. Постановка Б. Брехта — Нателла Абашвили
- 1964 — «Кориолан» У. Шекспира. Постановка М. Векверта и Й. Теншерта — Волумния
- «Страх и отчаяние в Третьей империи» Б. Брехта — Еврейская женщина